# アーネスティン・ウィーデンバック
アーネスティン・ウィーデンバック（Ernestine Wiedenbach、1900年 - 1998年）は、ドイツ生まれのアメリカ合衆国の著名な看護学者である。彼女の理論は、看護師の援助的行為の基盤を哲学的に考察した点で重要視されている。

## 生涯
ウィーデンバックは1900年、ドイツのハンブルクで裕福な家庭に生まれた。幼少期に病弱な祖母の看護に立ち会った経験が、ケアの仕事への関心を抱くきっかけとなったとされる。
彼女はアメリカ合衆国へ移住後、高等教育を受けた。1922年にマサチューセッツ州のウェルズリー大学を卒業。その後、1925年にはメリーランド州ボルチモア市にあるジョンズ・ホプキンス大学医学部付属看護学校で看護を修得した。さらに1934年には、ニューヨーク市のコロンビア大学教育学部大学院で修士号を取得している。

## 職歴とキャリア
大学院修了後、ウィーデンバックは助産師や保健師として臨床現場での経験を重ねた。これらの経験が、後の彼女の看護理論の基盤を形成する上で重要な役割を果たしたと考えられている。
1950年代以降は、コネチカット州ニューヘイブンにあるイェール大学看護学部で看護教育に携わった。教育者としての彼女は、学生たちが看護の本質を深く理解し、哲学的な視点から看護実践を考察するよう促した。

## 思想と理論
ウィーデンバックの看護理論の形成には、複数の著名な学者からの影響が指摘されている。特に、看護学者のアイダ・ジーン・オーランド、そして哲学を専門としながら看護理論を教えていたウィリアム・ディコフ（William Dickoff）、パトリシア・ジェームズ（Patricia James）が挙げられる。ウィーデンバックはディコフやジェームズとの共著論文も発表しており、彼らとの共同研究を通じて自身の理論を深化させた。
彼女の看護理論は、その枠組みにおいて非常に哲学的な分析を展開している点が特徴である。具体的には、「誰が」「何を」「どのような意図の下に」援助するのか、またその行為が「どのような気づきから生まれ」「どのような関わり方の中で生まれるのか」を深く考察した。これは、看護師の行為の基盤をどのように理解し、実践に結びつけるかという明確な方向性を与えるものであった。ウィーデンバックの理論は、単なる技術的な側面だけでなく、看護師の倫理観や内省の重要性を強調している。

## 主な著書
- Clinical nursing: A Helping Art. 『臨床看護の本質 - 患者援助の技術』（外口玉子・池田明子訳、現代社 1969年 ISBN 4874740340）
- Meeting the Realities in Clinical Teaching. 『臨床実習指導の本質 - 看護学生援助の技術』（都留伸子、武山満智子・池田明子訳、現代社 1972年 ISBN 4874740065）